# Lijst van rijksmonumenten in Steenwijk
De plaats Steenwijk telt 62 inschrijvingen in het rijksmonumentenregister, hieronder een overzicht.
| Object | Oorspronkelijke functie? | Bouwjaar | Architect                 | Locatie                | Coördinaten?                 | Nr.?   | Afbeelding |
| --- | ------------------------ | --- | ------------------------- | ---------------------- | ---------------------------- | ------ | --- |
| Rams Woerthe (sinds 1919: gemeentehuis) | Woonhuis                 | 1898-'99 | A.L. van Gendt            | Gasthuislaan 2         | 52° 47' 7" NB, 6° 6' 44" OL  | 34571  | Meer afbeeldingen |
| Pand met gepleisterde ingezwenkte halsgevel met natuurstenen bekroning                                                                                | Woonhuis                 | |                           | Gasthuisstraat 15      | 52° 47' 10" NB, 6° 6' 56" OL | 34572  | Meer afbeeldingen |
| Bakstenen poortje met natuurstenen bekroning | Grensafbakening          | 18e eeuw |                           | bij Gasthuisstraat 23  | 52° 47' 10" NB, 6° 6' 56" OL | 34573  | Meer afbeeldingen |
| Huis met afgeknotte gevel met zandstenen banden en beeldhouwwerk in het fries en met gewijzigde onderpui                                              | Woonhuis                 | middeleeuwen (kern) 1650                                                                                        |                           | Kerkstraat 1           | 52° 47' 13" NB, 6° 6' 57" OL | 34575  | Meer afbeeldingen |
| Grote of Sint-Clemenskerk | Kerk en kerkonderdeel    | oorspr. vanaf ca. 1000 huidige vorm: 1409-ca. 1500 (in fasen) herst. in 1604, 1914 en 1930-'32 1974-'81 (rest.) | H.J. Meijerink (1974-'81) | Kerkstraat 22          | 52° 47' 16" NB, 6° 6' 55" OL | 34576  | Meer afbeeldingen |
| Grote of Sint-Clemenskerk, toren | Kerk en kerkonderdeel    | vanaf 1467 1511 (spits, afgewaaid in 1558) herst. in 1561 en 1837 1913-'15 (rest.) 1933 (herst.)                | W. ter Riele (1913-'15)   | Kerkstraat 22          | 52° 47' 16" NB, 6° 6' 53" OL | 34577  | Meer afbeeldingen |
| Huis met ingezwenkte halsgevel met halfrond afgedekte top en met gewijzigde onderpui                                                                  | Woonhuis                 | 18e eeuw |                           | Markt 8                | 52° 47' 14" NB, 6° 6' 59" OL | 34578  | Meer afbeeldingen |
| Huis met gevel met rechte kroonlijst en gewijzigde onderpui                                                                                           | Woonhuis                 | |                           | Markt 10               | 52° 47' 13" NB, 6° 6' 59" OL | 34579  | Meer afbeeldingen |
| Huis met gevel met rechte kroonlijst en gewijzigde onderpui                                                                                           | Woonhuis                 | 1911 (winkelpui)                                                                                                | Voerman en Mol            | Markt 16               | 52° 47' 13" NB, 6° 6' 58" OL | 34580  | Meer afbeeldingen |
| Huis met gevel met rechte kroonlijst en gewijzigde onderpui                                                                                           | Werk-woonhuis            | |                           | Markt 20               | 52° 47' 13" NB, 6° 6' 58" OL | 34581  | Meer afbeeldingen |
| Huis met ingezwenkte halsgevel met aanzetkrullen en zonder topafdekking                                                                               | Woonhuis                 | 1750-1775 |                           | Markt 40               | 52° 47' 11" NB, 6° 6' 58" OL | 34582  | Meer afbeeldingen |
| Huis met gevel met rechte kroonlijst en gewijzigde onderpui                                                                                           | Woonhuis                 | |                           | Markt 48               | 52° 47' 11" NB, 6° 6' 58" OL | 34583  | Meer afbeeldingen |
| Huis met gevel met rechte kroonlijst en gewijzigde onderpui                                                                                           | Woonhuis                 | |                           | Markt 52               | 52° 47' 11" NB, 6° 6' 60" OL | 34584  | Meer afbeeldingen |
| Huis met gevel met rechte kroonlijst en gewijzigde onderpui                                                                                           | Woonhuis                 | |                           | Markt 56-58            | 52° 47' 11" NB, 6° 7' 0" OL  | 34585  | Meer afbeeldingen |
| Huis met verminkte bakstenen gevel zonder top met zandstenen banden, blokjes en beeldhouwwerk en gewijzigde onderpui                                  | Woonhuis                 | begin 17e eeuw (gevel)                                                                                          |                           | Markt 60-62            | 52° 47' 11" NB, 6° 7' 1" OL  | 34586  | Meer afbeeldingen |
| Stadsmuseum | Woonhuis                 | begin 19e eeuw                                                                                                  |                           | Markt 64               | 52° 47' 11" NB, 6° 7' 1" OL  | 34587  | Meer afbeeldingen |
| Huis met gevel met rechte kroonlijst en gewijzigde onderpui                                                                                           | Werk-woonhuis            | |                           | Markt 68-70            | 52° 47' 12" NB, 6° 7' 1" OL  | 34588  | Meer afbeeldingen |
| Voorm. Kantongerecht (1919-1992) | Gerechtsgebouw           | voor 1564 uitbr. in 1657 en 1696 1750 (verb.) 1842 (grote verb.) uitbr./verb. in 1873, 1898 en 1952             | mog. B. Rouwkema (1898)   | Markt 72               | 52° 47' 12" NB, 6° 7' 1" OL  | 34589  | Meer afbeeldingen |
| Huis met ingezwenkte halsgevel | Handel en kantoor        | 18e eeuw |                           | Markt 74               | 52° 47' 13" NB, 6° 7' 1" OL  | 34590  | Meer afbeeldingen |
| Groot sober rechthoekig pand met kroonlijst en voordeur met pilasteromlijsting                                                                        | Woonhuis                 | begin 19e eeuw                                                                                                  |                           | Onnastraat 9           | 52° 47' 10" NB, 6° 7' 1" OL  | 34591  | Groot sober rechthoekig pand met kroonlijst en voordeur met pilasteromlijsting                                                              |
| Doopsgezinde kerk | Kerk en kerkonderdeel    | 1828 1981 (rest.)                                                                                               |                           | Onnastraat 10          | 52° 47' 10" NB, 6° 6' 59" OL | 34592  | Meer afbeeldingen |
| Huis met ingezwenkte halsgevel met aanzetkrullen en zonder topafdekking                                                                               | Woonhuis                 | 18e eeuw |                           | Oosterstraat 42        | 52° 47' 14" NB, 6° 7' 6" OL  | 34593  | Meer afbeeldingen |
| Huis met ingezwenkte halsgevel zonder topafdekking | Woonhuis                 | |                           | Oosterstraat 44        | 52° 47' 14" NB, 6° 7' 6" OL  | 34594  | Meer afbeeldingen |
| Huis met ingezwenkte halsgevel met vernieuwde halfronde gemetselde top                                                                                | Woonhuis                 | |                           | Oosterstraat 56        | 52° 47' 14" NB, 6° 7' 7" OL  | 34595  | Meer afbeeldingen |
| Pand met trapgevel met zandstenen waterlijsten en afdekplaten, ontlastingsbogen en toppilaster (gevel gezamenlijk met nr. 72)                         | Woonhuis                 | 1660 |                           | Oosterstraat 70        | 52° 47' 14" NB, 6° 7' 9" OL  | 34596  | Pand met trapgevel met zandstenen waterlijsten en afdekplaten, ontlastingsbogen en toppilaster (gevel gezamenlijk met nr. 72)               |
| Pand met trapgevel met zandstenen waterlijsten en afdekplaten, ontlastingsbogen en toppilaster (gevel gezamenlijk met nr. 70)                         | Woonhuis                 | 1660 |                           | Oosterstraat 72        | 52° 47' 14" NB, 6° 7' 9" OL  | 34597  | Meer afbeeldingen |
| Swindermanpoortje | Erfscheiding             | 1650-1675 |                           | bij Scholestraat 10    | 52° 47' 12" NB, 6° 7' 5" OL  | 34598  | Meer afbeeldingen |
| Kleine of Onze-Lieve-Vrouwekerk | Kerk en kerkonderdeel    | oorspr. vanaf 1296 huidige vorm: 1477 (herb. of verb.) 1850-1900 (uitbr. toren) 1951-'59 (rest.)                |                           | Vrouwenstraat 5        | 52° 47' 13" NB, 6° 7' 5" OL  | 34599  | Meer afbeeldingen |
| Voorm. Waag | Handel en kantoor        | 1642 1877 (verb.) 1929-'30 (rest.)                                                                              | W. Scheepers              | Waagstraat 4           | 52° 47' 13" NB, 6° 7' 2" OL  | 34600  | Meer afbeeldingen |
| Huis met ingezwenkte halsgevel en gewijzigde top en onderpui                                                                                          | Woonhuis                 | |                           | Woldpromenade 4        | 52° 49' 21" NB, 6° 5' 46" OL | 34601  | Meer afbeeldingen |
| Huis met ingezwenkte halsgevel met omlijste geveltop, ramen met geprofileerde bovendorpels en gewijzigde onderpui                                     | Woonhuis                 | 1750-1775 midden 18e eeuw (gevel nr. 23)                                                                        |                           | Woldpromenade 21-23    | 52° 47' 12" NB, 6° 6' 52" OL | 34602  | Meer afbeeldingen |
| Huis met ingezwenkte halsgevel zonder top en aanzetkrullen en met voordeur met pilasteromlijsting                                                     | Woonhuis                 | |                           | Woldpromenade 41       | 52° 47' 13" NB, 6° 6' 49" OL | 34604  | Meer afbeeldingen |
| Vestingwerken | Omwalling                | 17e eeuw 19e eeuw (herinr. tot wandelpark) 1950-'52 (rest. zuidoostelijk deel)                                  |                           | Hogewal (voornamelijk) | 52° 47' 10" NB, 6° 7' 10" OL | 34605  | Meer afbeeldingen |
| Verdiepingloos pandje met bakstenen gevel met dubbele opengeklampte deur onder drie schilddaken (vormt een geheel met nr. 7, was mog. een werkplaats) | Woonhuis                 | oorspr. verm. 16e eeuw midden 19e eeuw (uiterlijk)                                                              |                           | Gasthuisstraat 9       | 52° 47' 10" NB, 6° 6' 57" OL | 352032 | Meer afbeeldingen |
| Woonhuis met bakstenen gevel en rechte kroonlijst met consoles en panelen onder schilddak met hoekschoorstenen (vormt een geheel met nr. 9)           | Woonhuis                 | mog. late middeleeuwen (kern) 1850-1900 (uiterlijk)                                                             |                           | Gasthuisstraat 7       | 52° 47' 10" NB, 6° 6' 58" OL | 353486 | Woonhuis met bakstenen gevel en rechte kroonlijst met consoles en panelen onder schilddak met hoekschoorstenen (vormt een geheel met nr. 9) |
| Woonhuis in neorenaissancestijl met art-nouveaudetails                                                                                                | Woonhuis                 | 1900-'01 | Voerman en Mol            | Markt 24               | 52° 47' 12" NB, 6° 6' 57" OL | 508618 | Meer afbeeldingen |
| Woonhuis met gevel in eenvoudige art-nouveaustijl | Woonhuis                 | 1907 |                           | Onnastraat 14          | 52° 47' 9" NB, 6° 7' 0" OL   | 508619 | Woonhuis met gevel in eenvoudige art-nouveaustijl                                                                                           |
| Doopsgezinde kerk, pastorie | Kerkelijke dienstwoning  | 1860 |                           | Onnastraat 12          | 52° 47' 10" NB, 6° 6' 60" OL | 508620 | Meer afbeeldingen |
| Bergplaats voor rijtuigen | Opslag                   | 1904-'05 | H. Aberson en Zn.         | Gasthuisstraat 28      | 52° 47' 10" NB, 6° 6' 55" OL | 508621 | Bergplaats voor rijtuigen |
| Dubbel herenhuis, rechterhelft | Woonhuis                 | 1880 waarsch. 1896 (verb.)                                                                                      |                           | Kornputsingel 44       | 52° 47' 9" NB, 6° 6' 48" OL  | 508623 | Dubbel herenhuis, rechterhelft |
| Dubbel herenhuis, linkerhelft | Woonhuis                 | 1880 waarsch. 1896 (verb.)                                                                                      |                           | Kornputsingel 46       | 52° 47' 9" NB, 6° 6' 48" OL  | 508624 | Dubbel herenhuis, linkerhelft |
| Voorm. Vrijzinnig-Hervormde kerk (sinds 1990: uitvaartcentrum)                                                                                        | Kerk en kerkonderdeel    | 1898 1990 (rest.)                                                                                               |                           | Kornputsingel 42       | 52° 47' 9" NB, 6° 6' 48" OL  | 508625 | Meer afbeeldingen |
| Herenhuis in eclectische stijl | Woonhuis                 | 1886 |                           | Kornputsingel 18       | 52° 47' 12" NB, 6° 6' 45" OL | 508626 | Herenhuis in eclectische stijl |
| Herenhuis in eclectische stijl | Woonhuis                 | 1880 |                           | Kornputsingel 20       | 52° 47' 11" NB, 6° 6' 45" OL | 508627 | Herenhuis in eclectische stijl |
| Herenhuis in eclectische stijl (vormt een geheel met nr. 24)                                                                                          | Woonhuis                 | 1880 |                           | Kornputsingel 22       | 52° 47' 11" NB, 6° 6' 46" OL | 508628 | Herenhuis in eclectische stijl (vormt een geheel met nr. 24)                                                                                |
| Herenhuis in eclectische stijl (vormt een geheel met nr. 22)                                                                                          | Woonhuis                 | 1880 |                           | Kornputsingel 24       | 52° 47' 11" NB, 6° 6' 46" OL | 508629 | Herenhuis in eclectische stijl (vormt een geheel met nr. 22)                                                                                |
| Herenhuis in eclectische stijl (vormt een geheel met nr. 28)                                                                                          | Woonhuis                 | 1880 |                           | Kornputsingel 26       | 52° 47' 11" NB, 6° 6' 46" OL | 508630 | Herenhuis in eclectische stijl (vormt een geheel met nr. 28)                                                                                |
| Herenhuis in eclectische stijl (vormt een geheel met nr. 26)                                                                                          | Woonhuis                 | 1880 |                           | Kornputsingel 28       | 52° 47' 10" NB, 6° 6' 47" OL | 508631 | Herenhuis in eclectische stijl (vormt een geheel met nr. 26)                                                                                |
| Herenhuis in eclectische stijl (vormt een geheel met nr. 32)                                                                                          | Woonhuis                 | 1880 1992 (verb.)                                                                                               |                           | Kornputsingel 30       | 52° 47' 10" NB, 6° 6' 47" OL | 508632 | Herenhuis in eclectische stijl (vormt een geheel met nr. 32)                                                                                |
| Herenhuis in eclectische stijl (vormt een geheel met nr. 30)                                                                                          | Woonhuis                 | 1880 |                           | Kornputsingel 34       | 52° 47' 10" NB, 6° 6' 47" OL | 508633 | Herenhuis in eclectische stijl (vormt een geheel met nr. 30)                                                                                |
| Herenhuis in eclectische stijl | Woonhuis                 | 1880 |                           | Kornputsingel 36       | 52° 47' 10" NB, 6° 6' 47" OL | 508634 | Herenhuis in eclectische stijl |
| Herenhuis in de stijl van de Hollandse neorenaissance                                                                                                 | Woonhuis                 | 1890 |                           | Kornputsingel 16       | 52° 47' 12" NB, 6° 6' 45" OL | 508635 | Herenhuis in de stijl van de Hollandse neorenaissance                                                                                       |
| Herenhuis in de stijl van de Hollandse neorenaissance                                                                                                 | Woonhuis                 | 1888 |                           | Kornputsingel 14       | 52° 47' 12" NB, 6° 6' 45" OL | 508636 | Herenhuis in de stijl van de Hollandse neorenaissance                                                                                       |
| Woonhuis in eclectische stijl | Woonhuis                 | 1894 |                           | Kornputsingel 12       | 52° 47' 13" NB, 6° 6' 45" OL | 508637 | Woonhuis in eclectische stijl |
| Vijf traveeën breed woonhuis met verdieping en gepleisterde gevel onder schilddak (vormt een geheel met nr. 3)                                        | Woonhuis                 | 1880 |                           | Kornputsingel 1        | 52° 47' 13" NB, 6° 6' 47" OL | 508638 | Vijf traveeën breed woonhuis met verdieping en gepleisterde gevel onder schilddak (vormt een geheel met nr. 3)                              |
| Stalhouderij annex pakhuis | Boerderij                | 1904-'05 | H. Aberson en Zn.         | Kalverstraat 11        | 52° 47' 12" NB, 6° 6' 55" OL | 508639 | Stalhouderij annex pakhuis |
| Pakhuis van meubelmakerij "Gebr. Monsieur" | Opslag                   | 1894 | B. Rouwkema               | Neerwoldstraat 3       | 52° 47' 14" NB, 6° 6' 54" OL | 508640 | Pakhuis van meubelmakerij "Gebr. Monsieur"                                                                                                  |
| Werkverschaffingsgebouw | Industrie                | 1895 1992 (verb.)                                                                                               |                           | Steenwijkerdiep 71     | 52° 47' 13" NB, 6° 6' 29" OL | 508641 | Meer afbeeldingen |
| R-K Sint-Clemenskerk | Kerk en kerkonderdeel    | 1882-'83 | A. Tepe                   | Molenstraat 23         | 52° 47' 10" NB, 6° 7' 6" OL  | 508643 | Meer afbeeldingen |
| Vijf traveeën breed woonhuis met verdieping en gepleisterde gevel onder schilddak (vormt een geheel met nr. 1)                                        | Woonhuis                 | 1880 |                           | Kornputsingel 3        | 52° 47' 13" NB, 6° 6' 47" OL | 508644 | Vijf traveeën breed woonhuis met verdieping en gepleisterde gevel onder schilddak (vormt een geheel met nr. 1)                              |
| Rams Woerthe, park | Gebouw                   | 1899 | H. Copijn                 | bij Gasthuislaan 2     | 52° 47' 8" NB, 6° 6' 13" OL  | 529101 | Rams Woerthe, park |
| Rams Woerthe, hek | Gebouw                   | vroege 20e eeuw                                                                                                 |                           | bij Gasthuislaan 2     | 52° 47' 6" NB, 6° 6' 46" OL  | 529102 | Meer afbeeldingen |